# Ilembo (Mbeya)
Ilembo è una circoscrizione rurale (rural ward) della Tanzania situata nel distretto rurale di Mbeya, regione di Mbeya. Conta una popolazione di 17 391 abitanti (censimento 2012).